# Cảnh sát 113
Cảnh sát 113 hay Cảnh sát phản ứng nhanh là lực lượng cảnh sát thường trực 24/24h để tiếp nhận thông tin và giải quyết ban đầu và nhanh chóng những vụ việc liên quan đến an ninh, trật tự và yêu cầu chính đáng của nhân dân báo đến số điện thoại khẩn cấp 113. Ngày 27/9/2001, Bộ trưởng Bộ Công an Lê Minh Hương đã ban hành Quyết định số 943/2001/QĐ-BCA(X13) về việc thành lập Đội Cảnh sát phản ứng nhanh (CS113) tại các Công an địa phương trong cả nước.

## Tổ chức
- Cấp tỉnh: đội Cảnh sát Phản ứng nhanh,thực hiện nhiệm vụ giữ gìn trật tự công cộng, thuộc Phòng Cảnh sát quản lý hành chính về trật tự xã hội.
- Cấp huyện: có 1 tổ phản ứng nhanh thuộc công an cấp huyện, nếu địa bàn đô thị, phức tạp có thể tổ chức đội CSTT-PƯN, đội CSGT-TT-CĐ, đội CS 113
- Cấp phường, xã đảm bảo quân số trực giải quyết các vụ việc do trung tâm CS113 điều động.

## Các trường hợp gọi 113
- Tội phạm đang xảy ra hoặc có nguy cơ xảy ra.
- Phát hiện một người bị nghi là tội phạm hoặc có dấu hiệu phạm tội.
- Có người bị thương hoặc đang gặp nguy hiểm.
- Khi bạn quan sát thấy ai đó có những hành vi đáng ngờ tại những nơi công cộng.
- Các hành vi gây mất trật tự công cộng gây ảnh hưởng trực tiếp đến người dân hoặc cộng đồng dân cư.
- Khi bạn quan sát thấy người nước ngoài bị hành hung hoặc bị đe dọa hành hung.
- Khi có những tranh chấp trong cộng đồng dân cư có nguy cơ xảy ra các hành vi gây mất an ninh trật tự.[1]